# Байкал (село)
Вижте пояснителната страница за други значения на Байкал.
Байкал е село в Северна България. То се намира в община Долна Митрополия, Област Плевен. Разположено е на брега на Дунав и има пристанище.

## География
Селото е разположено на брега на р. Дунав, на 50 км източно от Оряхово. Съседни села са Долни Вадин (на запад), Гиген (на изток), Загражден и Крушовене (на юг).

## История
Старото име на Байкал е Бешлий. Посочено е в картата на Феликс Каниц от 1870 – 1874 г. като Besli. С министерска заповед от 1934 г. името на селото е сменено на Борил, а през 1959 г. нова заповед го преименува на Байкал.
В околностите на селото са открити следи от човешки поселища от бронзовата епоха. Открити са и сребърни монети, сечени през царуването на Александър III Велики, които свидетелстват за тракийско селище. На четири километра от селото са развалините на римския град Улпиа Ескус, а намиращата се наблизо крепост Палациолум е защитавала южния край на Траяновия мост на Дунава. Днешното село е образувано върху развалините на тракийското, трако-римското селище и крепостите Палациолум, Градището и Четате и върху останките на селище от Първото и Второто българско царство.
При изкопни работи в селото постоянно се изравят антични находки, включително няколко надгробни паметника, златен пръстен, мраморна статуя и мраморна оброчна плоча с изображение на бог Митра, покровител на робите.
През времето на Първото и Второто българско царство тук е съществувало голямо българско селище, чието име е неизвестно. Над селото е разкрит неговият некропол.
В началото на XX век жителите на селото са главно власи.

## Религия
През 1883 г. е построена църквата „Свети Георги“.

## Обществени институции
- Основно училище „Христо Ботев“

През 1853 г. в Бешлий отваря врати килийно училище, което функционира с прекъсвания до Освобождението. Откритото впоследствие основно училище „Христо Ботев“ е закрито през 2006 г. На негово място е отворен астроцентър, който организира извънкласни занимания по астрономия за ученици от цялата страна.
- Читалище „Пробуда“

## Галерия
- Река Дунав близо до селото.
- Панорама.
- Паметникът.